# Monte Albán
Monte Albán er et stort arkæologisk område i den mexicanske delstat Oaxaca.
Navnet "Monte Albán" er spansk for "hvide bjerg"; det zapotetiske navn var Danipaguache, som betyder "helligt bjerg". Aztekerne kendte det som Ocelotepec, eller "Jaguar-bjerget". 
Denne hellige mesoamerikanske by er en kunstigt jævnet bjergtop, beliggende cirka 400 meter over byen Oaxaca.

## Historie
Monte Albán blev opført over en periode på 2.000 år, påbegyndt omkring år 900 f.Kr. af det zapotetiske folk. Tidlig kunst påviser olmeker-påvirkning. Den mest imponerede bygningsperiode var den mesoamerikanske klassiske periode, fra omkring 550 til 1000. Omkring år 1300 blev zapotekerne fordrevet fra stedet og det omgivende område, da det blev erobret af mixteker-folket. Mixtekerne byggede videre på Monte Albán indtil spanske conquistadorer erobrede området i 1521, hvorefter Monte Albán blev forladt.
Ingeniøren Guillermo Dupaix undersøgte området i det tidlige 19. århundrede. J. M. García udgav en beretning om området i 1859. A. F. Bandelier besøgte området og udgav yderligere beskrivelser i 1890'erne. Det første omfattede arkæologiske projekt i området fandt sted i 1902 under Leopoldo Batres' ledelse. I 1931 begyndte 18 års mere omfattende udgravninger under ledelse af Alfonso Caso. På trods af det omfattende arkæologiske arbejde, er meget at det store område endnu ikke blevet udgravet.

## Bygninger
Monte Albán har mange trinpyramider, templer, gravsteder for herskerne og baner hvor det mesoamerikanske boldspil blev spillet. Der er også fritstående udhuggede steler, samt store udskårne basrelief-paneler i nogle af bygningerne. Området er en populær turistattraktion for besøgende i Oaxaca. Der er også et lille museum.
17°02′38″N 96°46′04″V / 17.043888888889°N 96.767777777778°V